# Love Me Not
Love Me Not (em coreano 사랑따윈 필요없어|, |Sarang ddawin piryo eopseo; literalmente "Amor e tal não é necessário") é um filme de romance sul-coreano de 2006 dirigido por Lee Cheol-ha e estrelado por Moon Geun-young e Kim Joo-hyuk. 
Ele é baseado no drama japonês de 2002 da TBS I Don't Need Love, Summer (愛なんていらねえよ、夏, Ai Nante Irane Yo, Natsu) com Ryōko Hirosue.

## Enredo
Julian tem vivido fora com o dinheiro que atrai de suas ricas clientes do sexo feminino. Mas agora ele enfrenta dívidas exorbitantes de uma expansão precipitada de seu negócio, e ele vai ser morto, a menos que ele limpe a dívida em um mês. A única maneira de salvar a si mesmo, é fingir ser o irmão há muito perdido de uma herdeira e matá-la para obter a sua enorme fortuna. Min, a herdeira cega, insensível como Julian, lentamente, abre-se a ele, e ele também se apaixona por ela. Mas Julian tem que pagar seu credor e o que se torna pior para ele é que a doença que tomou a visão de Min teve recidiva ameaçando a sua vida. Esta história toma um rumo terrível quando Julian torna-se culpado, e sofre com a culpa. Os momentos dramalhão de traição a irônico e amor inocente vão fazer o seu coração se transformar.

## Recepção
O filme tinha 548,998 visualizações e ganhou $2,438,783.

## Trilha sonora

### Lista da trilha
1. Sunshine (Orgol Version)
2. Julian
3. Adonis Club I
4. Memoris
5. Love Theme
6. I Believe In You(庭園)
7. Min
8. Sunshine (Clarinet Version)
9. Julian's Tears
10. Tell Me The Truth
11. Your Picture
12. Secret
13. Last Dinner
14. Adonis Club Ii
15. Destiny
16. The Shadow Of Love
17. Never End
18. Sunshine (song by BoA)
19. (Bonus Track) He Says
20. (Bonus Track) She Says
21. (Bonus Track) Sunshine (Instrumental)